# Tiptoe (canción de Imagine Dragons)
«Tiptoe» (en español: «De Puntillas») es una canción de la banda estadounidense de indie rock Imagine Dragons, escrita y grabada para su álbum debut, «Night Visions», en la que aparece como la segunda pista.
Llegó a posicionarse dentro de la lista Billboard Hot 100 en el número 13, alcanzando también su punto máximo en el número 34 de la lista Billboard Rock. 

## Composición
El tema de la canción trata sobre la victoria del orador sobre algo trascendental, a pesar de que los demás no lo notan ni lo reconocen.
El intro de la canción consta completamente de partes de guitarra que imitan un sintetizador.

## Créditos
Adaptados del booklet de «Night Visions».
Tiptoe
- Interpretado por Imagine Dragons.
- Escrito por Dan Reynolds, Wayne Sermon y Ben McKee.
- Producido por Imagine Dragons.
- Publicado por KIDinaKORNER / Universal.
- Grabado por Mark Everton Gray en “The Studio at the Palms”.
- Ingeniería Adicional por Rob Katz y Josh Mosser.
- Mezclado por Mark Needham en “The Studio At The Palms”.
- Asistente de Mezcla: Will Brierre.
- Masterizado por Joe LaPorta en “The Lodge”.

℗ 2012 KIDinaKORNER/Interscope Records
Imagine Dragons
- Dan Reynolds: Voz.
- Wayne Sermon: Guitarra.
- Ben McKee: Bajo.
- Daniel Platzman: Batería.

## Rendimiento en Listas de Popularidad

### Listas semanales
| Lista (2012)                         | Mejor posición |
| ------------------------------------ | -------------- |
| UK Singles (Official Charts Company) | 182            |
| US Billboard Bubbling Under Hot 100  | 13             |
| US Rock Songs (Billboard)            | 34             |

### Posiciones al final del año
| Lista (2013)                | Posición |
| --------------------------- | -------- |
| US Billboard Hot Rock Songs | 80       |

## Certificaciones
| País (Organismo certificador) | Certificaciones | Ventas certificadas | Ref.  |
| ----------------------------- | --------------- | ------------------- | ----- |
| Estados Unidos (RIAA)         | Oro             | 500 000             | [ 7 ] |